# فرنسيس فوستر
فرنسيس فوستر (6 نوفمبر 1848 في المملكة المتحدة - 10 ديسمبر 1931 في كندا)  (بالإنجليزية: Francis Foster)‏ هو لاعب كريكت بريطاني (وحمل سابقاً جنسية المملكة المتحدة لبريطانيا العظمى وأيرلندا). لعب مع نادي مقاطعة هامبشاير للكريكت ‏.

## وصلات خارجية
- فرنسيس فوستر على موقع إي آس بي آن كريك إنفو (الإنجليزية)